# یون میشلت
یون میشلت (نروژی: Jon Michelet) زاده ۱۴ ژوئیه ۱۹۴۴م. در موس، نروژ و درگذشته به تاریخ ۱۴ آوریل ۲۰۱۸م. در سن ۷۳ سالگی در اسلو، یک ناشر، سردبیر و نویسنده نروژی بود. وی به خاطر نوشتن داستانهای جنایی به صورت سریال، شهرت زیادی کسب کرد و از جمله دوبار برنده جایزه ریورتون، در سال ۱۹۸۰ و ۲۰۰۱م، شد.

## پیشینه
پدر یون میشلت، یک هنرمند نقاش بود. کودکی یون، تا سال ۱۹۵۱م، در شهر زادگاهش موس گذشت. در آن سال خانواده وی به یک شهرک هنرمندان در اسلو منتقل شدند. بعد از پایان دبیرستان در یک مدرسه خصوصی، یون میشلت، در تابستان سال ۱۹۶۲م، عازم دریا شد و به استثناء ۲ سالی که در خدمت سربازی در مدرسه دریانوردی گذراند تا سال ۱۹۶۸م، به عنوان ملوان روی عرشه کشتی مشغول کار بود و از جمله به آمریکای جنوبی سفر کرد. بعدها تجربهٔ این دوره؛ و زندگی دریانوردی، بارها در آثار وی ظاهر می‌شوند.
در سال ۱۹۶۸م، یون میشلت، یک دوره آموزشی یک ساله را در مدرسه خبرنگاری نروژ، آغاز کرد و آوریل سال بعد، اولین داستان کوتاه خود را در یک مجله وقت منتشر کرد. در سال ۱۹۶۹م، خانواده وی به ترومسو، منتقل شدند و یون، در روزنامه محلی آنجا مشغول کار شد. این روزنامه وابسته به حزب کارگر نروژ بود و گرایش چپ افراطی یون میشلت، باعث بروز اختلاف و نهایتاً منجر به اخراج وی در سال ۱۹۷۱م، شد.

### تعهد سیاسی
در دوره اقامت در ترومسو، یون میشلت، جذب جنبش مارکسیسم-لنینیستی آن سالهای نروژ شد و در بحث‌های سیاسی و ادبی، بسیار فعال بود. بعد از مدتی وی به اسلو بازگشت و چند وقتی در بندر مشغول کار شد. در سال ۱۹۷۵م، وی مسئول انتشارات جنبش مارکسیسم-لنینیستی شد و یک ستون ثابت در روزنامه کلاسه کامپن، به وی اختصاص داده شد. از آن پس ارتباط یون میشلت، با روزنامه کلاسه کامپن، کم و بیش به‌طور دائم حفظ شد؛ و از سال ۱۹۷۷تا ۲۰۰۲م، وی سردبیر این روزنامه بود. ضمن اینکه در دورهٔ سردبیری وی، روزنامه کلاسه کامپن، از حالت یک ارگان حزب کمونیست کارگری (نروژ) خارج شد و به صورت فراگیر، تمام جناح چپ را نمایندگی کرد. فعالیت سیاسی یون میشلت، همچنین در عمل در بین سالهای ۱۹۸۷ تا ۱۹۹۵م، در شورای استانی اوستفولد، جایی که وی به نمایندگی از اتحاد انتخاباتی سرخ (نروژ) حضور داشت، بازتاب یافته‌است.

اگر چه میشلت، هرگز تا درجات بالای  حزبی صعود نکرد، اما بسیاری وی را به عنوان مشهورترین نویسندهٔ کمونیست نروژ می‌شناسند. اولین رمان جنایی وی که در سال ۱۹۷۵م، منتشر شد، پس زمینه ای سیاسی داشت. از آن پس، رمانهای وی در فضایی هیجان انگیز از فعالیت نازیست‌ها گرفته تا رویدادهای جنگ سرد، همیشه نوعی چاشنی سیاسی را به همراه داشتند.

یون میشلت، در زندگی خود، علاوه بر دوران ملوانی، سفرهای زیادی داشت؛ و در اوایل دهه ۱۹۸۰م، چند سالی در زامبیا، مقیم بود. تجربه‌های این سفرها و از جمله و در درجه اول کشورهای آمریکای لاتین و آفریقا، در چند داستان وی منعکس شده‌اند. یکی از معروفترین سریالهای غیر داستانی وی که با همکاری داگ سولستاد برای جوانان، بین سالهای ۱۹۸۲ تا ۱۹۹۸م، نوشته شده، در مورد جام جهانی فوتبال است.
یون میشلت، هرگز از بیان نظرات خود ترسی نداشت و مخالفت با او دشوار نبود. او مناظره را دوست داشت و به‌طور مکرر در بحث‌های عمومی در همه رسانه‌ها شرکت می‌کرد.
یک بار در مصاحبه ای از وی پرسیده شد که چگونه نویسنده شد و این پاسخ او بود: 
هجده ساله بودم که به دریا رفتم و مادرم از من خواست نامه‌های طولانی به خانه بفرستم. خیلی چیزهاست که یک ملوان هجده ساله، نمی‌تواند برای مادرش بنویسد. این بود که من داستان سرایی را آموختم.

### محکومیت
در سال ۱۹۷۷م، یون میشلت، به دلیل اتهامی که در یک رمان جنایی خود به نام «صلیب آهنین» به یک افسر پلیس زده بود و او را به همکاری با نازیست‌ها در انفجار کتابفروشی اکتبر در اسلو متهم کرده بود، محاکمه شد. در این دادگاه، میشلت محکوم شد و در سال ۱۹۷۸م، حکم دادگاه توسط دادگاه عالی تأیید شد. همان سال او همچنین به خاطر کنایه ای که به دست داشتن پلیس در انفجار کتابفروشی اکتبر، در ترمسو زده بود، در دادگاه محکوم شد.

## یادداشت
1. ↑  https://bokelskere.no/bok/vm-i-fotball-1982/98541/